# 小斑漏斗蛛
小斑漏斗蛛（学名：Agelena micropunctulata）为漏斗蛛科漏斗蛛属的动物。在中国大陆，分布于福建等地。该物种的模式产地在福建。